# Danubio F.C.
Danubio F.C. je nogometni klub iz urugvajskog grada Montevidea i četverostruki urugvajski prvak. Osnovali su ga 1. ožujka 1932. Miguel i Juan Lazaroff, dva brata Bugara, s učenicima gradske škole "Republica de Nicaragua". Ime "Danubio" dolazi od europske rijeke Dunav, koja jednim dijelom protječe i kroz Bugarsku. Klub se trenutačno natječe u Prvoj urugvajskoj nogometnoj ligi. Svoje domaće utakmice igra na svom stadionu Jardines del Hipódromo, s kapacitetom od 18.000 sjedećih mjesta.

## Postignuća
- Prva urugvajska nogometna liga
  - Prvaci (4): 1988., 2004., 2006./07., 2013./14.
- Druga urugvajska nogometna liga
  - Prvaci (3): 1947., 1960., 1970.
- Treća urugvajska nogometna liga
  - Prvaci (1): 1943.

## Vanjske poveznice
- (šp.) danubio.org.uy - službene stranice kluba
- (šp.) Estadio Jardines del Hipódromo - izgradnja i povijest stadiona na stranicama nogometnog kluba Danubio F.C.
- (engl.) Slike i kritike (recenzije) stadiona - foursquare.com